# 陳耀興
陳耀興（1961年—1993年11月21日），綽號「灣仔之虎」，香港人，被指為香港三合會新義安骨幹成員，二十世紀八、九十年代掌管三合會在香港灣仔一帶的事務。他與李育添（綽號「鬼添」）及黃俊（綽號「尖東之虎」）為結拜兄弟，也曾是前藝人陳妙瑛的男朋友。
陳耀興在1990年代涉及多宗與香港娛樂圈相關的刑事恐嚇事件。1992年5月4日，電影公司東主黃朗維和梅艷芳在九龍塘Take One卡拉OK發生爭執，引致200多名涉嫌幫眾到場展示實力（警界術語稱為「晒馬」）。同年5月5日，黃朗維遭匪徒持刀伏擊受重傷，到香港浸會醫院留醫。5月7日，有兩名持槍匪徒佯裝探病，到醫院近距離行刺黃朗維，頭部中槍情況危殆，四天後不治身亡，事件被指涉及陳耀興，而陳耀興亦於7月8日被警方拘捕，當晚有近200名涉嫌幫眾包圍警局，要求放人。
在自簽擔保期間，陳耀興1993年11月到澳門參加格蘭披治賽車，11月21日凌晨三時半在新口岸帝濠酒店，陳駕駛其客貨車從酒店停車場駛至酒店門前接載同行友人時，被六名駕電單車之殺手開槍伏擊，陳之頸部與太陽穴各中一槍當場死亡，其保鑣亦中槍身亡。
陳耀興被殺案引來香港警方高度關注，曾成立專案小組調查。
陳耀興弟弟陳耀康（綽號：雞糠）被指接手了其兄在灣仔的三合會業務。陳耀康曾因為1997年一宗傷人被拘捕，但棄保潛逃馬來西亞，後來於2005年因一宗販毒案被馬來西亞警方拘捕，並引渡返港受審，但因為證據不足當庭釋放。香港電影《醉生夢死之灣仔之虎》是根據陳耀興的事蹟改編而成，由香港演員任達華飾演。